# Lycodes fulvus
Lycodes fulvus är en fiskart som beskrevs av Toyoshima, 1985. Lycodes fulvus ingår i släktet Lycodes och familjen tånglakefiskar. Inga underarter finns listade i Catalogue of Life.